# Bandera de Connecticut
La Bandera del Estado de Connecticut está formada por un escudo blanco con tres viñas (cada una de ellas portando tres manojos de uvas sobre un campo azul. En la banda situada debajo del escudo reza una frase en latín, "Qui Transtulit Sustinet" ("El que nos trasplantó nos sostiene"), el lema del estado.  La Asamblea General de Connecticut aprobó la bandera en 1897.